# CoRoT-1
Désignations
CoRoT-1 est une étoile naine jaune similaire au Soleil. L'étoile se situe à environ ∼ 2 630 a.l. (∼ 806 pc) de la Terre dans la constellation de la Licorne. La magnitude apparente de cette étoile est de 13,6 en lumière visible, ce qui signifie qu'elle n'est pas visible à l'œil nu ; cependant, elle peut être vue à travers un télescope amateur de taille moyenne lors d'une nuit claire et sombre. La première exoplanète découverte par la mission CoRoT le fut autour de cette étoile ; on considère qu'il s'agit d'un Jupiter chaud et est approximativement de la même masse que la planète Jupiter elle-même.

## Nomenclature
La désignation « CoRoT » provient de son observation par la mission Convection, Rotation et Transits planétaires (CoRoT) conduite par la France, qui fut lancée en décembre 2006 avec le but de rechercher des exoplanètes en mesurant la variation de la brillance d'étoiles candidates lorsqu'elles sont transitées par une exoplanète présente autour d'elle ; le second but de CoRoT concerne l'étude de l'intérieur des étoiles, ce qui est fait en analysant les caractéristiques et le comportement de la lumière émise par l'étoile. La désignation numérique « 1 » lui fut attribuée car la première exoplanète découverte par la mission CoRoT le fut autour de cette étoile. CoRoT-1 n'a pas de nom « usuel » ou de surnom comme en ont Sirius et Procyon.

## Caractéristiques
CoRoT-1 est une étoile naine jaune de la séquence principale de type G, ce qui signifie qu'elle émet sa lumière de manière similaire au Soleil. De la même façon, cette étoile a pratiquement la même température et la même masse que le Soleil Avec une magnitude apparente d'approximativement +13,6, deux fois moins brillante que la moins brillante des étoiles visibles à l'œil nu, COROT-1 ne peut pas être vue depuis la Terre sans instrumentation.

### Variabilité
Lorsque CoRoT-1 fut observée par le télescope CoRoT durant une période continue de soixante jours depuis les résultats préliminaires rendus publics le 23 mai 2007, la lumière de l'étoile montrait un motif identique aux étoiles variables pulsantes avec des caractéristiques semblables à celles du Soleil.

## Système planétaire

La méthode de transit, qui peut être mise en pratique lorsque des planètes éclipsent leur étoile vu depuis la Terre, fut utilisée pour découvrir CoRoT-1 b.

Cette étoile possède une exoplanète en transit, CoRoT-1 b, la première exoplanète découverte par la mission CoRoT.
La planète, qui est similaire à Jupiter en termes de masse, gravite à seulement 0,02 ua de son étoile hôte. En comparaison, la planète Mercure orbite à environ 0,387 ua du Soleil.
On suppose que CoRoT-1 b est verrouillée gravitationnellement à son étoile.
La planète fut la première à être détectée en lumière visible plutôt que dans l'infrarouge.
Contrairement aux autres Jupiters chauds, ce fait semble impliquer que le transfert de chaleur entre l'hémisphère faisant face à l'étoile et celui tournant le dos à l'étoile n'est pas très important.
| Planète | Masse          | Demi-grand axe (ua) | Période orbitale (jours)   | Excentricité | Inclinaison | Rayon |
| ------- | -------------- | ------------------- | -------------------------- | ------------ | ----------- | ----- |
| 0 b     | 1,03 ± 0,12 MJ | 0,025 4 ± 0,000 4   | 1,508 955 7 ± (6,4 × 10−6) | 0 0          |             |       |